# 紅外窗口

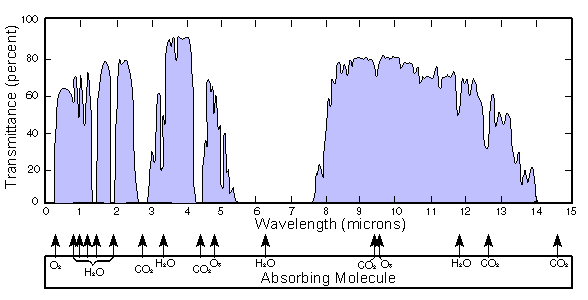
在8-14μm之間可以看到清晰的電磁光譜傳輸「窗口」，是紅外光譜「窗口」的主要部分。在0.2至5.5μm的可見光至中紅外中，也可以看到零星的光譜「窗口」碎片（可以說是「窗口」的百葉窗部分）。

紅外窗口或紅外大氣窗口是指紅外光譜中大氣氣體對地面熱輻射吸收相對較小的區域
。窗口在大氣溫室效應中發揮著重要作用，令入射太陽輻射和向太空發射紅外輻射之間保持平衡。在地球大氣層中，這個窗口大約在8到14μm之間，然而由於水蒸氣連續體的强烈吸收或雲層的阻擋，它在高濕度的時間和地區可能會變窄或關閉。总体而言，红外窗口覆盖了從大約5μm開始的表面熱發射光譜的很大一部分。主要是水蒸氣吸收光譜中的一個大間隙。二氧化碳在設定的長波長端的邊界方面發揮著重要作用，臭氧阻斷了窗口中間部分的傳輸。 
紅外大氣窗口在大氣中能量收支的重要性是由喬治·辛普森 (氣象學家)在1928年根據G.Hettner在1918年在實驗室對水蒸氣吸收光譜間隙的研究資料發現的。在那些日子裏，還沒有電腦可以使用，辛普森指出他使用近似；他寫道為了計算IR輻射的輸出需要這樣做：「沒有希望得到確切的解決辦法；但通過做出適當的簡化假設……」。如今，精確的執行計算是可能的，並且已經發表了對紅外大氣氣體光譜學的仔細研究。

## 紅外大氣窗口中的機制
主要的天然溫室氣體按其重要性順序是水蒸氣H
2O、二氧化碳CO
2、臭氧O
3、甲烷CH
4和一氧化二氮N
2O（俗稱的「笑氣」）。這些中最不常見的濃度，N
2O，大約是400 ppbV.。其它導致溫室效應的氣體以pptV水準存在。其中包括氯氟烴（CFCs）和氫氟碳化合物（HCFCs）。如下文所述，它們作為溫室氣體如此有效的一個主要原因是，它們具有落在紅外大氣窗口中的强振動帶：二氧化碳CO
2在14.7μm處的IR吸收設定了紅外大氣窗口的長波長極限，以及H
2O在稍長波長處的旋轉躍遷吸收。大氣窗口的短波長邊界是通過在水蒸氣的最低頻率振動帶中的吸收來設定的。窗口中間有一條9.6μm的强烈臭氧帶，這就是為什麼它會成為如此强烈的溫室氣體。由於穿過窗口的吸收線的碰撞加寬，水蒸氣具有連續吸收。局部非常高的濕度可以完全阻斷紅外振動窗口。
在阿特拉斯山脈上空，用干涉儀記錄的長波輻射光譜 顯示了在大約320K的溫度下，從陸地表面產生並穿過大氣窗口的發射，以及在大約260K的溫度主要從對流層產生的非窗口發射。
在象牙海岸上空，干涉量測記錄的長波輻射發射光譜顯示了在大約265K的溫度下，從雲頂產生並穿過大氣窗口的發射，以及在大約240K的溫度主要從對流層產生的非窗口發射。這意味著，在幾乎不被吸收的連續波長（8至14μm）下，地球表面發射到乾燥大氣層和雲頂的輻射大多未被吸收而穿過大氣層，直接發射到太空；在約16至28μm的遠紅外光譜線中也存在部分窗口透射。雲是極好的紅外輻射源。雲頂的窗口輻射出現在空氣溫度較低的高度，但從這些高度可以看出，上面空氣的水蒸氣含量遠低於陸-海表面的空氣。此外，水蒸氣的連續吸收率，分子對分子，隨著壓力的降低而降低。因此，雲層上方的水蒸氣除了濃度較低外，吸收能力也不如低海拔的水蒸氣。因此，從雲頂高度看，有效窗口更加開放，此雲頂是有效的强窗口輻射源； 也就是說實際上雲層只在很小的程度上遮擋了窗戶（參見關於這一點的另一種觀點，阿倫斯（Ahrens，2009年）在第43頁提出。）。

## 對生命的重要性
如果沒有紅外大氣窗口，地球將變得過於溫暖，無法維持生命，甚至可能變得過度溫暖，以至於失去水分；就像金星在太陽系歷史的早期所做的那樣。 因此，大氣窗口的存在對地球保持適居行星至關重要。
作為一種擬議的全球暖化管理策略，被動日間輻射冷卻（PDRC，Passive daytime radiative cooling）利用表面的紅外窗口將熱量送回外太空，目的是扭轉氣候變遷導致的氣溫上升。

## 威脅
近幾十年來，紅外大氣窗口的存在受到含有氟和碳，硫或氮等鍵聯的墮性氣體發展的威脅。這些化合物的影響最早是由印度裔美國大氣科學家維拉巴德蘭·拉馬納坦於1975年發現的，而一年後羅蘭和莫利納關於氯氟烴破壞平流層中臭氧層能力的論文更為著名。
儘管碳、氮或硫以外的非金屬氟化物由於水解而壽命短，但氟和其它輕非金屬鍵之間的「拉伸頻率」使得大氣窗口中的強吸收始終是含有這種鍵的化合物的特徵。因為這些鍵由於氟原子的極端電負性而具有高度極性，使得這種吸收得到加強。其它鹵素的鍵也會在大氣窗口中吸收，但強度要低得多。
此外，這些化合物的墮性使它們在許多工業用途中非常有價值，這意味著它們在地球低層大氣的自然迴圈中是不可能去除的。通過放射性氧化螢石並隨後與硫酸鹽或碳酸鹽礦物反應產生極小的天然來源，通過脫氣產生的大氣濃度，所有全氟化碳約為40ppt，六氟化硫為0.01 ppt，但唯一的自然天花板是通過中間層和平流層上層的光解。但唯一的自然天花板是通過中間層和平流層上層的光解。據估計，全氟化碳（CF
4、C
2F
6、C
3F
8），起源於麻醉劑、製冷劑和聚合物的商業生產，可以在大氣中停留2,650萬年。
這意味著這些化合物具有巨大的全球暖化潛勢。例如，一公斤六氟化硫將在100年內造成多達23噸二氧化碳的變暖。全氟化碳在這方面是相似的，甚至四氯化碳（CCl
4）與二氧化碳相比，全球變暖潛能值為1800。這些化合物仍然存在很大問題，並且正在努力尋找它們的替代品。

## 書籍
- Mihalas, D.; Weibel-Mihalas, B. . Oxford University Press. 1984  [2009-10-17]. ISBN 0-19-503437-6. （原始内容存档于2011-10-08）.

## 外部連結
- IR Atmospheric Window 的存檔，存档日期2018-10-11.